# Rim 1994
Rim 1994 je deveti studijski album jugoslovenskog i srpskog rok benda  grupa.
Album Rim 1994 (ili samo Rim), YU grupa je radila u Rimu, Italija krajem 1994. godine, završen je početkom sledeće. Grupi se priključio gitarista Petar Jelić, koji je zamenio Batu Kostića. Posle ovog albuma je 10-godišnja pauza i sledeći studijski album Dugo znamo se izlazi 2005. godine. Istaknute pesme sa albuma su: Odlazim, Oluja i Dunave.

## Spisak pesama
1. Odlazim 	4:20
2. Oluja 	4:24
3. Dunave 	4:18
4. Gledaj samo pravo 	4:25
5. Ruža vetrova 	4:14
6. Duša peva 	4:58
7. Blok 	3:26
8. Hoće, neće 	3:54
9. Rock 'n' Roll 4:08
10. Reka 4:28
11. Buđenje 4:42

## Postava benda
- Dragi Jelić – gitara, vokal
- Žika Jelić – bas gitara
- Petar Jelić – gitara
- Ratislav Raša Đelmaš – bubnjevi

### Gost
- Mario Zannini Quirini - klavijature

## Spoljašnje veze
- Istorija YU grupe
- EX YU ROCK enciklopedija 1960-2006. ISBN 978-86-905317-1- Проверите вредност параметра |isbn=: length (помоћ)., Petar Janjatović.